# Gyorsút R11
Gyorsút R11 (ungarisch für Schnellstraße R11) ist eine geplante Schnellstraße in Ungarn. Sie beginnt bei Esztergom und endet bei der Autobahn M1.

## Weblink
- Nationale Autobahn AG Ungarn (ungarisch)